# Phichit United FC
Der Phichit United Football Club (thailändisch พิจิตร ยูไนเต็ด) ist ein thailändischer Fußballverein aus Phichit. Ab der Saison 2025/26 spielt der Verein in der Northern Region der dritten Liga, der Thai League 3.

## Geschichte
Der Verein wurde 2021 gegründet. In der Saison 2021/22 spielte der Verein in der Thailand Amateur League. In dieser Saison nahm der Verein auch am FA Cup teil. Hier schied man jedoch in der Qualifikationsrunde gegen den Zweitligisten Muangkan United FC aus. Ab der Saison 2023 nahm der Verein am Spielbetrieb der viertklassigen Thailand Semi-Pro League teil. Am Ende der Saison 2025 wurde der Verein Meister der Northern Region und stieg in die Northern Region der dritten Liga auf.

## Erfolge
- Thailand Semi-Pro League (North): 2025  ▲

## Stadion
Der Verein trägt seine Heimspiele im Phichit Provincial Stadium in Phichit aus. Das Stadion hat ein Fassungsvermögen von 15.000 Personen.

## Aktueller Kader
Stand: 5. Mai 2025
| Nr. |          | Position | Name                    |
| --- | -------- | -------- | ----------------------- |
| 1   | Thailand | TW       | Withun Thomyim          |
| 2   | Thailand | ST       | Rayapakorn Konsanthia   |
| 3   | Thailand | AB       | Suphasan Ruangsupanimit |
| 4   | Thailand | MF       | Nuttapol Srisamutr      |
| 5   | Thailand | AB       | Satja Sansuwan          |
| 6   | Thailand | MF       | Apiwat Dangpuk          |
| 7   | Thailand | MF       | Suton Kunlamai          |
| 8   | Thailand | ST       | Ekkabhum Photharongroj  |
| 9   | Thailand | ST       | Panuwit Sriwichai       |
| 10  | Thailand | ST       | Chatta Kokkaew          |
| 11  | Thailand | ST       | Phatsakon Fukfang       |
| 12  | Thailand | AB       | Hanakorn Kaewduangdee   |
| 14  | Thailand | ST       | Sarawut Masuk           |
| 15  | Thailand | AB       | Patiwat Tinamat         |
| 16  | Thailand | AB       | Jirayut Chaophonkrang   |

| Nr. |          | Position | Name                    |
| --- | -------- | -------- | ----------------------- |
| 17  | Thailand | MF       | Amnart Rakprasert       |
| 18  | Thailand | AB       | Panudech Suabpeng       |
| 19  | Thailand | ST       | Kreeta Nantakit         |
| 21  | Thailand | MF       | Pratchaya Nuntanapiboon |
| 23  | Thailand | ST       | Bunchoo Saekum          |
| 25  | Thailand | TW       | Atthapon Rutham         |
| 29  | Thailand | ST       | Khajonsak Choojit       |
| 40  | Thailand | AB       | Wirat Nakpan            |
| 56  | Thailand | ST       | Naraphat Ngodngam       |
| 69  | Thailand | ST       | Pakpum Boonpa           |
| 77  | Thailand | MF       | Wacharachai Phothibal   |
| 80  | Thailand | MF       | Sitthiphong Sonchan     |
| 88  | Thailand | TW       | Wanchai Suwanin         |
| 98  | Thailand | AB       | Parinya Khattiya        |
| 99  | Thailand | ST       | Abdulkordiri Hamid      |

## Trainer
| Trainer               | Nation   | von         | bis         |
| --------------------- | -------- | ----------- | ----------- |
| Jatupon Dinthai       | Thailand | Saison 2023 | Saison 2023 |
| Chonlathid Groodtieng | Thailand | Saison 2024 | Saison 2024 |
| Vimon Juncum          | Thailand | Saison 2025 | Saison 2025 |

## Saisonplatzierung
| Saison  | Liga                             | Liga  | Liga   | Liga | Liga | Liga | Liga  | Liga   | Liga     | Pokal               | Pokal      | Pokal  |
| Saison  | Liga                             | Level | Spiele | S    | U    | N    | Tore  | Punkte | Position | FA Cup              | League Cup | T3 Cup |
| ------- | -------------------------------- | ----- | ------ | ---- | ---- | ---- | ----- | ------ | -------- | ------------------- | ---------- | ------ |
| 2021/22 | Thailand Amateur League          | 4     |        |      |      |      |       |        |          | Qualifikationsrunde | –          | –      |
| 2023    | Thailand Semi-Pro League – North | 4     | 8      | 5    | 2    | 1    | 25:10 | 17     | 2.       | –                   | –          | –      |
| 2024    | Thailand Semi-Pro League – North | 4     | 6      | 3    | 1    | 2    | 10:3  | 10     | 3.       | –                   | –          | –      |
| 2025    | Thailand Semi-Pro League – North | 4     | 7      | 5    | 2    | 0    | 18:4  | 17     | 1. ▲     | –                   | –          | –      |
| 2025/26 | Thai League 3 – North            | 3     |        |      |      |      |       |        |          |                     |            |        |